# Cratere Champollion
Champollion è un cratere lunare di 48,97 km situato nella parte nord-occidentale della faccia nascosta della Luna, a nord-nord-est del più grande cratere Shayn ed a sud-sud-est del cratere Chandler.
Questo cratere è stato pesantemente danneggiato da impatti successivi, e si presenta come una depressione butterata della superficie lunare. Un piccolo cratere si sovrappone al margine orientale, e il resto del margine è inciso da impatti ancora minori. Uno di questi impatti taglia il margine interno nella zona settentrionale e si estende fin quasi al centro del pianoro interno.
Il cratere è dedicato all'archeologo e egittologo francese Jean-François Champollion,

## Crateri correlati
Alcuni crateri minori situati in prossimità di Champollion sono convenzionalmente identificati, sulle mappe lunari, attraverso una lettera associata al nome.
| Champollion | Coordinate             | Diametro (in km) |
| ----------- | ---------------------- | ---------------- |
| A           | 41°03′36″N 177°13′12″E | 26,94            |
| F           | 37°11′24″N 177°50′24″E | 20,91            |
| K           | 36°21′00″N 176°18′36″E | 22,25            |
| Y           | 40°40′12″N 174°38′24″E | 24,93            |